# James Warring
James Warring (ur. 26 listopada 1958 w Miami) – amerykański bokser oraz kick-boxer. Były mistrz świata w kick-boxingu w wadze junior ciężkiej, ciężkiej i superciężkiej oraz były mistrz świata w boksie zawodowym federacji IBF w wadze junior ciężkiej.

## Kick-boxing
Tytuły mistrzowskie zdobyte przez Jamesa Warringa:
- Mistrzostwo Stanów Zjednoczonych
- Mistrz świata organizacji KICK w wadze junior ciężkiej
- Mistrz świata organizacji PKC w wadze junior ciężkiej
- Mistrz świata organizacji FFKA w wadze super ciężkiej
- Mistrz świata organizacji WKA w wadze junior ciężkiej oraz ciężkiej

## Boks
W zawodowym boksie zadebiutował 25 stycznia 1985, nokautując w pierwszej rundzie Jessego Torresa. Pierwszą porażkę poniósł w swojej drugiej walce 9 sierpnia 1985 z Patem Strachanem przez TKO w dziewiątej rundzie. 17 grudnia 1990 roku zdobył pas NABF, pokonując przez jednogłośną decyzję przyszłego mistrza federacji WBA, Nate'a Millera. W swoim następnym pojedynku zmierzył się z Jamesem Pritchardem, nokautując go w pierwszej rundzie i zdobywając wakujący pas IBF kategorii junior ciężkiej. 15 listopada 1991 w swojej pierwszej obronie pokonał Donnella Wingfielda przez techniczny nokaut w piątej rundzie. W kolejnym pojedynku o pas mistrzowski 16 maja 1992 pokonał wysoko na punkty przyszłego mistrza WBO w wadze junior ciężkiej Johnny'ego Nelsona. Tytuł stracił 30 lipca 1992, przegrywając przez jednogłośną decyzję z Alfredem Cole'em. Po tej porażce przeniósł się do wagi ciężkiej, w której 27 lipca 1993 zremisował w pojedynku z Alexem Garcią o pas NABF. Stoczył jeszcze sześć pojedynków, po czym w 1997 roku zakończył karierę.

## MMA
W MMA stoczył trzy pojedynki, wszystkie w 1995 roku, podczas turnieju World Combat Championship. W ćwierćfinale wygrał przez poddanie z Jerome'em Turcanem, a w półfinale przez TKO z Erikiem Paulsonem. W walce finałowej przegrał jednak z Renzo Gracie przez poddanie na skutek duszenia.

## Poza sportem
Po zakończeniu kariery otworzył w rodzinnym Miami klub fitness oraz szkołę kick-boxingu